# Ordine della famiglia reale di Giorgio IV
L'Ordine familiare reale di re Giorgio IV (in inglese: Royal Family Order of King George IV) è una onorificenza del Regno Unito non più conferita ma ancora inclusa nel sistema premiale britannico, tradizionalmente posta in stato di quiescenza dalla morte del sovrano fondatore.

## Storia
L'Ordine familiare reale di re Giorgio IV fu il primo degli Ordini familiari ad essere istituito nel Regno Unito, già al tempo della reggenza di Giorgio nei confronti del padre re Giorgio III nel 1811. L'Ordine venne quindi ufficializzato con la presa del trono da parte di re Giorgio IV nel 1820, conferito come segno di stima personale a dame della famiglia reale inglese e di corte da parte di re Giorgio IV.
Prima dell'ascesa al trono di re Giorgio IV nel 1820 era conferito anche a gentiluomini, divenendo da allora esclusivamente femminile.

## Insegne
La medaglia dell'Ordine è composta da un cammeo raffigurante 
il ritratto di re Giorgio IV realizzato su avorio circondato da una cornice composta di rami di quercia e ghiande in argento e diamanti.
Il nastro è di seta bianca.

## Elenco degli insigniti
- Augusta Sofia di Hannover, sorella di re Giorgio IV
- Elisabetta di Hannover, sorella di re Giorgio IV
- Maria di Hannover, sorella di re Giorgio IV
- Sofia di Hannover, sorella di re Giorgio IV
- Vittoria, principessa di Kent, nipote di Giorgio IV
- Augusta di Hannover, nipote di re Giorgio IV
- Augusta di Cambridge, nipote di re Giorgio IV, ultima dama vivente